# 熊本市南区元城南町議殺人事件
熊本市南区元城南町議殺人事件（くまもとしみなみくもとじょうなんまちぎさつじんじけん）は、2021年5月24日に熊本県熊本市南区で発生した殺人事件。

## 概要
2021年5月24日午前6時15分ごろ、被害者である元城南町議会議員の男性が、自宅の寝室でうつぶせで倒れていたところを妻が発見したことによって事件が発覚した。
司法解剖の結果、死因は窒息死。熊本県警察などによると、遺体に目立った外傷はないが、鼻と口に粘着テープが貼られ、両手足はひもで縛られていた。被害者の軽トラック（ホンダ・アクティ）は自宅からは無くなっていて、同日中に事件現場から直線で4km離れた宇土市の国道3号の側道で発見されている。
警察による捜査によって事件前後の映像解析を4回行うが決定的な証拠は押さえられずにいる。
2024年6月、熊本県警は強盗殺人容疑で被疑者2人を逮捕した。